# Estación de Ripoll
Ripoll es una estación de ferrocarril propiedad de Adif de la línea R3 de Rodalies de Catalunya que funciona como de Media Distancia. Está situada en el municipio homónimo. Es cabecera de parte de los servicios de la R3. La estación es el nexo de unión entre la línea Barcelona-Ripoll y la línea Ripoll-Puigcerdá por donde circulan trenes de la línea R3 de Cercanías de Cataluña operados por Renfe, que a pesar de formar parte de la red de cercanías, no tiene tarifación como tal. En 2023 fue utilizada por 153 776 usuarios, correspondientes a los servicios de cercanías.

## Situación ferroviaria
La estación se encuentra entre las estaciones de la La Farga de Bebié y Campdevànol, a 680,67 metros de altitud. Forma parte de los trazados de las siguientes líneas férreas:
- Línea Barcelona-Vic-Ripoll, punto kilométrico 105,6.
- Línea Ripoll-Puigcerdá, punto kilométrico 0,2.

El tramo es de vía única en ancho ibérico (1668 mm), con tensión eléctrica de 3 kV y alimentación por catenaria.
Hasta 1980 perteneció también a la línea entre Ripoll y San Juan de las Abadesas.

## Historia

### Inicios
Aunque a menudo se conoce la línea como Barcelona-Puigcerdá, la historia de la estación de Ripoll se remonta a la construcción de dos líneas: la Línea Barcelona - Ripoll - San Juan de las Abadesas y la línea Ripoll-Puigcerdá o Transpirenaico.
La estación tiene su origen más inmediato en 1877, mediante la constitución de la "Sociedad del Ferrocarril y Minas de San Juan de las Abadesas” (FMSJ) la cual, mediante subcontrata, iba a realizar el tramo entre Vich y Torallas, al cual pertenece la estación.
La estación fue abierta al tráfico el 20 de junio de 1880 con la puesta en marcha del tramo de 12,069 km entre Sant Quirze de Besora y Ripoll de la línea que pretendía unir Barcelona con San Juan de las Abadesas, desde Vich y Granollers. Ese mismo año se abrió el resto del tramo hasta San Juan de las Abadesas, para conectar las industrias barcelonesas con las minas del Pirineo. Sin embargo, la sociedad FMSJ dejó de hacerse cargo de sus líneas el 31 de diciembre de 1899, transfiriéndola a Norte debido a problemas financieros, quedando disuelta FMSJ en los siguientes años.

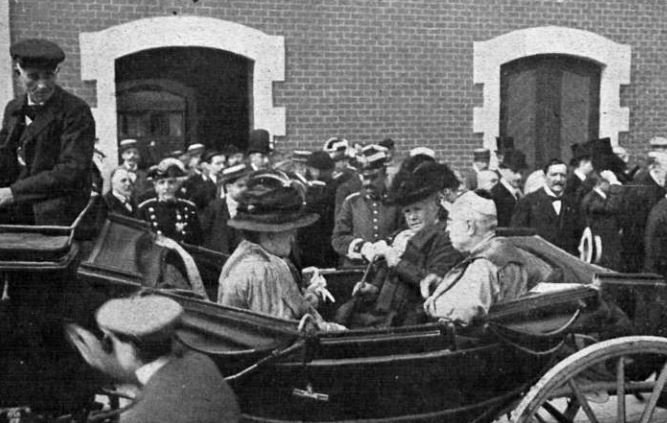
Llegada de la Infanta Isabel a la estación en 1910.

 En 1928 se electrificó la línea a una tensión de 1,5 kV.
En cuanto a la línea Ripoll-Puigcerdá, con la idea de comunicar con la red francesa, se abrió el primer tramo el 10 de agosto de 1919 cuando entró en servicio el tramo entre Ripoll y Ribas de Freser. En 1922 llegaba Puigcerdá y en 1929 la conexión transpirenaica llegaba a Latour de Carol-Enveitg, ya en Francia. El proyecto del Transpirenaico conllevó la construcción de un nuevo edificio de grandes proporciones para pasajeros, levantado entre 1925 y 1929. Diversos problemas en la colaboración del proyecto con los cambios de ancho de vía, dejaron el nuevo edificio sin uso al llegar la vía de ancho internacional desde Francia solo hasta Puigcerdá. También se electrificó la línea en 1929.
Hasta la estación, las locomotoras de la serie 7000 de la compañía Norte remolcaban los trenes desde Barcelona, no estando autorizadas a circular, a pesar de que eran eléctricas, por la vía del Transpirenaico, siendo sustituidas en Ripoll por las populares locomotoras de la serie 1000 hasta Francia. El cambio de máquinas constituía todo un ritual, de aproximadamente 15 minutos, y que era aprovechado por los viajeros para reponer fuerzas en la estación. En Ripoll, además de un depósito, hubo que habilitar un espacio para taller, dotado de 60 metros de vías provistas de foso, encargado de tener a punto estas locomotoras.

### Guerra Civil y traspaso a Renfe
El estallido de la Guerra Civil en 1936 dejó la estación en zona republicana. Ante la nueva situación el gobierno republicano, que ya se había incautado de las grandes compañías ferroviarias mediante un decreto de 3 de agosto de 1936, permitió que en la práctica el control recayera en comités de obreros y ferroviarios. Con la llegada de las tropas sublevadas a Cataluña en 1939, Norte toma de nuevo el control de la empresa.
En 1941, tras la nacionalización del ferrocarril de ancho ibérico, las instalaciones pasaron a manos de la recién creada RENFE. En 1965 se elevó la tensión de la línea a 3 kV.
El tramo ferroviario entre Ripoll y San Juan se cerró el 1 de julio de 1980 perdiendo la estación la conexión con el sureste de El Ripollés. Aunque se mantuvo un servicio alternativo de autobuses, el servicio quedó definitivamente suspendido el 1 de enero de 1985. El tramo desafectado se reconvirtió en la vía verde cicmoturista llamada Ruta del Hierro y del Carbón. En 1984 planeó sobre la línea Ripoll-Puigcerdá la amenaza de cierre, dentro del plan de clausura masiva de líneas altamente deficitarias, evitado por el carácter internacional de la línea.
Desde el 31 de diciembre de 2004 Renfe Operadora explota la línea mientras que Adif es la titular de las instalaciones ferroviarias.

## La estación

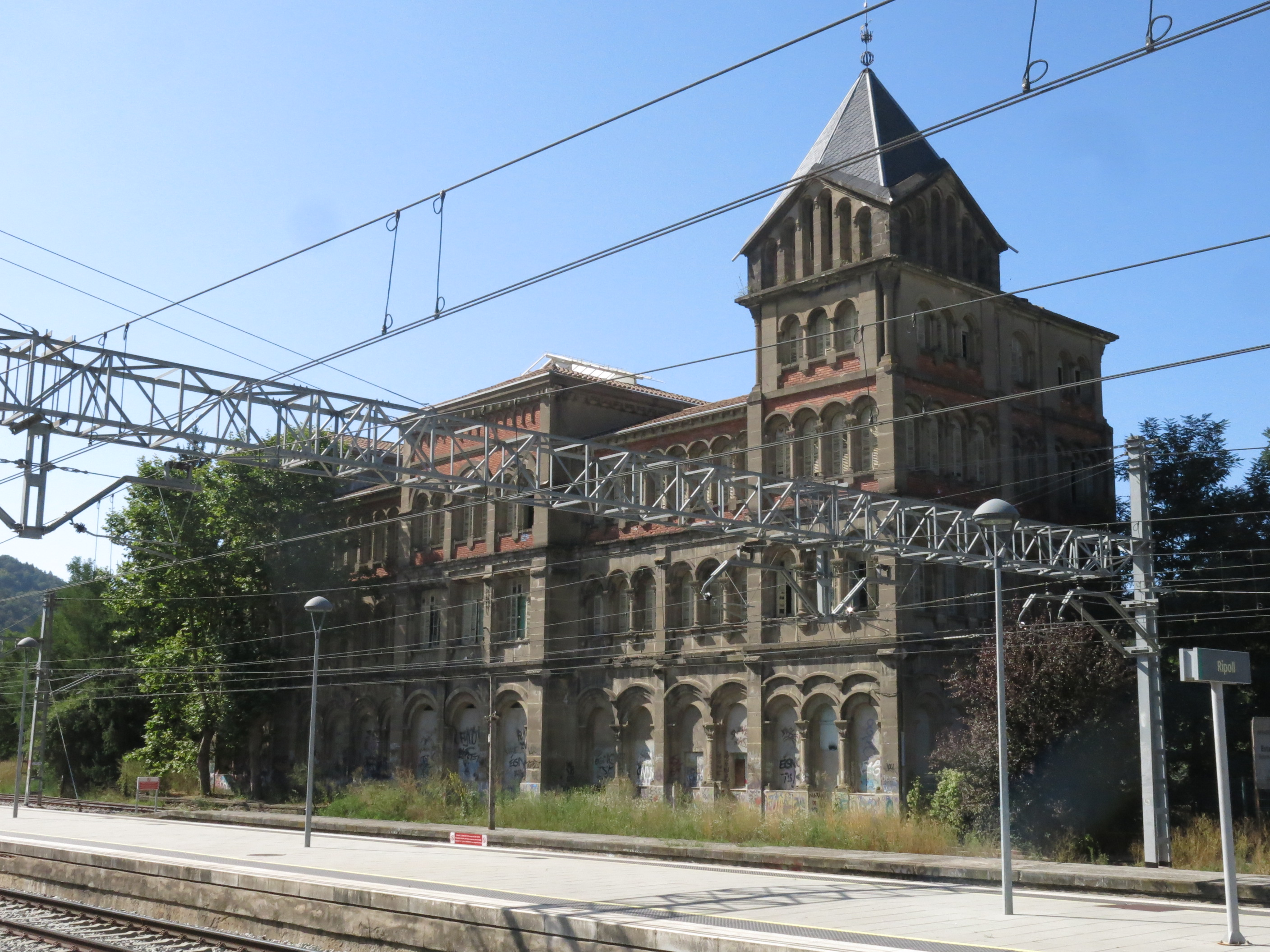
Edificio previsto para la conexión internacional. Construido entre 1925 y 1929, nunca entró en servicio

Se encuentra en el centro de la población, en la margen izquierda del Río Ter. El edificio de viajeros, situado a la derecha de las vías (en kilometraje ascendente) está perfectamente conservado y es funcional. Presenta disposición lateral a la vía y consta de dos alturas, tres cuerpos y nueve vanos por costado y altura, estando reservado el cuerpo central en su planta baja como vestíbulo. También una sección del edificio se utiliza como Registro de la Propiedad de Ripoll. El edificio dispone de una marquesina que lo cubre en toda su extensión sobre el andén lateral. Sin embargo es notorio por su gran tamaño el vasto edificio de estilo neorrománico que se construyó para la línea Ripoll-Puigcerdá. Dicho edificio se sitúa a la izquierda de las vías en dirección sur y actualmente está en fase de rehabilitación.
El sistema de seguridad es de "Tren-tierra y ASFA". En cuanto a los bloqueos dispone de Bloqueo de Liberación Automática en vía Única con Control de Tráfico Centralizado (BLAU con CTC). Esta configuración se mantiene en el tramo entre las estaciones de Vich y Puigcerdá, al cual pertenece la estación.
Actualmente, la estación de Ripoll consta de seis vías y tres andenes. Desde el andén lateral se accede a la vía general (vía 1), y con el primer andén central, cubierto parcialmente por una marquesina, se accede a dos vías derivadas a la izquierda de la general (vías 3 y 5). Existe una vía derivada más (vía 7) con acceso a un segundo andén central no usado habitualmente, más una vía en topera enlazada por el lado Puigcerdá (vía 9) con acceso al mismo andén. Los andenes se comunican mediante un paso inferior con escaleras convencionales y ascensores. Hay otra vía muerta sin numerar enlazada con la vía 9 que tiene un pequeño edificio a modo de cochera al final. La placa giratoria para locomotoras, la aguada y un depósito aún perduran, aunque en mal estado de conservación y desconectados de la red.
Dispone de aparcamiento para bicicletas, oficina de objetos perdidos, servicios públicos, parada de taxis, máquinas expendedoras de billetes y aparcamiento con plazas reservadas para usuarios de movilidad reducida. Actualmente todavía se puede ver expuesto un ejemplar restaurado, aunque vandalizado, de la locomotora de la serie 1000 de Renfe, construida expresamente para esta línea de tren. Una quitanieves está situada en reserva en la estación para actuar en caso de afecciones por la nieve. La vía fue renovada entre la estación de Borgonya y la de Ripoll, tramo al cual pertenece la estación.
La estación de autobuses está contigua a la de ferrocarril, por lo que hace de intercambiador de transportes.

## Servicios ferroviarios
A pesar de pertenecer la estación a la Provincia de Gerona, no comparte la denominación de Rodalies con Gerona, sino con Barcelona. Realmente la estación sólo tiene servicios regionales de Media Distancia, que se presta con material de Rodalies de Catalunya, usualmente con la serie 447 de Renfe y más raramente con trenes Civia. Parte de los trenes procedentes de L'Hospitalet de Llobregat finalizan aquí su recorrido y retornan posteriormente hacia L'Hospitalet. Los horarios actualizados de Cercanías de Cataluña pueden descargarse en este enlace. El horario actualizado puede consultarse en este enlace.
| << cabecera                    | < estación                              | línea       | estación >                                  | cabecera >> |
| ------------------------------ | --------------------------------------- | ----------- | ------------------------------------------- | ----------- |
| Rodalies de Catalunya de Renfe |                                         |             |                                             |             |
| Hospitalet                     | La Farga de Bebié San Quirico de Besora |             | terminal                                    | terminal    |
| Hospitalet                     | La Farga de Bebié San Quirico de Besora | Campdevànol | Ribas de Freser Puigcerdá / Latour-de-Carol |             |